# Wittekind-Linde

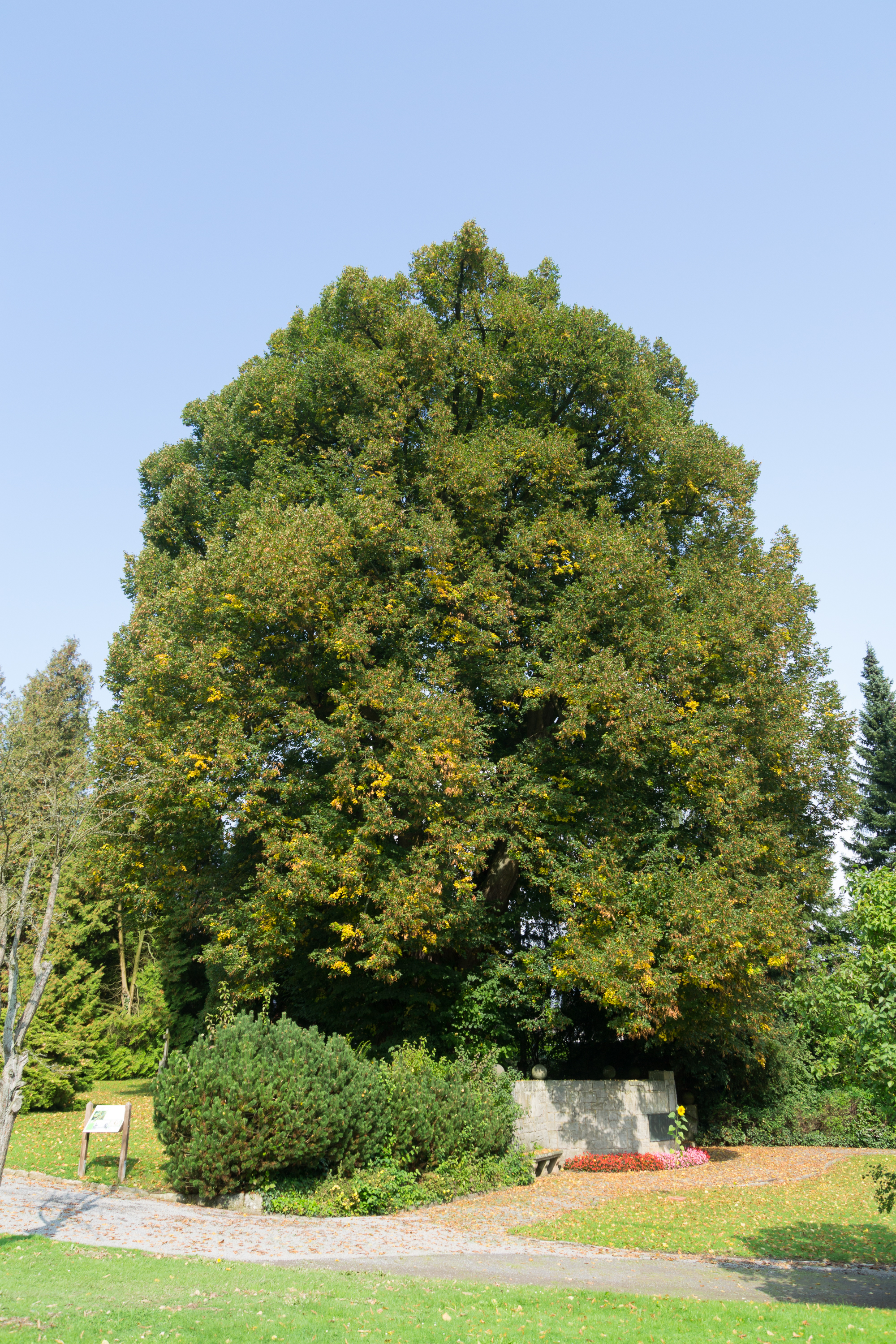
Wittekind-Linde

Die Wittekind-Linde ist ein Naturdenkmal in der Ortschaft Elbrinxen im Weserbergland im Kreis Lippe.

## Beschreibung

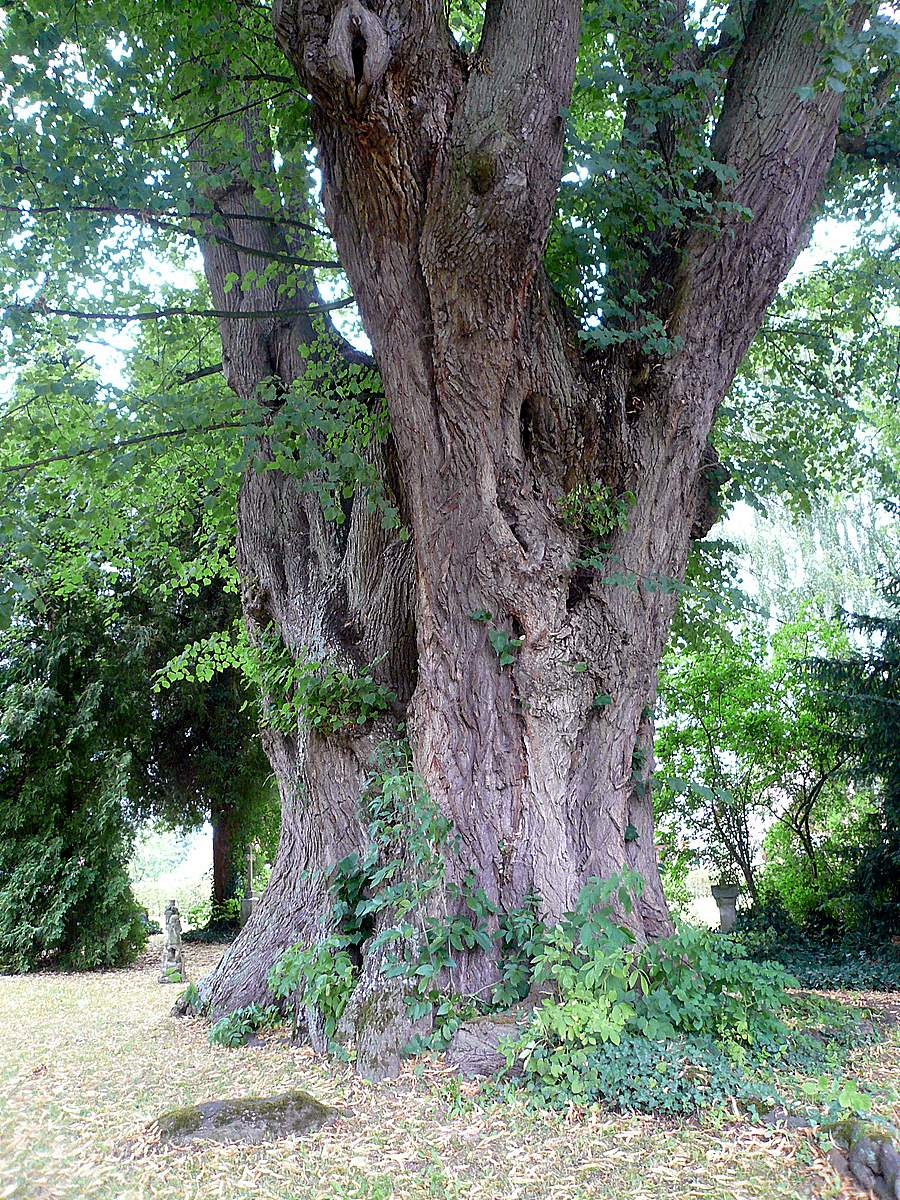
Stammansicht

Die Sommer-Linde (Tilia platyphyllos) steht auf dem unteren, dem Dorf zugewandten Teil des Friedhofs auf einem um etwa zwei Meter erhöhten Standort an der evangelischen Kirche. Sie ist schon von weitem zu sehen, steht inmitten eines alten aufgelassenen Gräberfeldes (nordöstlich befindet sich der ehemalige jüdische Friedhof Elbrinxen) und wurzelt in tiefgründigem Lehm. Der Baum hat einen starken Stamm, der sich in etwa drei bis vier Meter Höhe in zwei Hauptachsen verzweigt, von denen mehrere senkrechte Achsen nach oben streben. Die Krone ist oval und harmonisch ausgebildet. Die Gesamthöhe der Linde beträgt mehr als 30 Meter bei einem Kronendurchmesser von etwa 25 Metern. Im Guinness-Buch der Rekorde wurde sie mit 1000 Jahren zeitweise als älteste Linde Deutschlands geführt.
Mitte des 19. Jahrhunderts wurde die Krone von einem heftigen Sturm so stark beschädigt, dass sie gekappt werden musste. Um das Jahr 1860 ließ Elisabeth Fürstin zur Lippe Eisenbänder anbringen und die acht verbliebenen Äste mit Eisenstangen verstreben. In den 1950er Jahren wurde die Krone erneut gestutzt. Bei einer Sanierung im Jahre 1959 wurden die Eisenbänder entfernt und die Baumkrone durch ein System von Stahlseilen stabilisiert. Die Kosten einer erneuten Sanierung im Jahre 1973 betrugen 6000 Deutsche Mark.

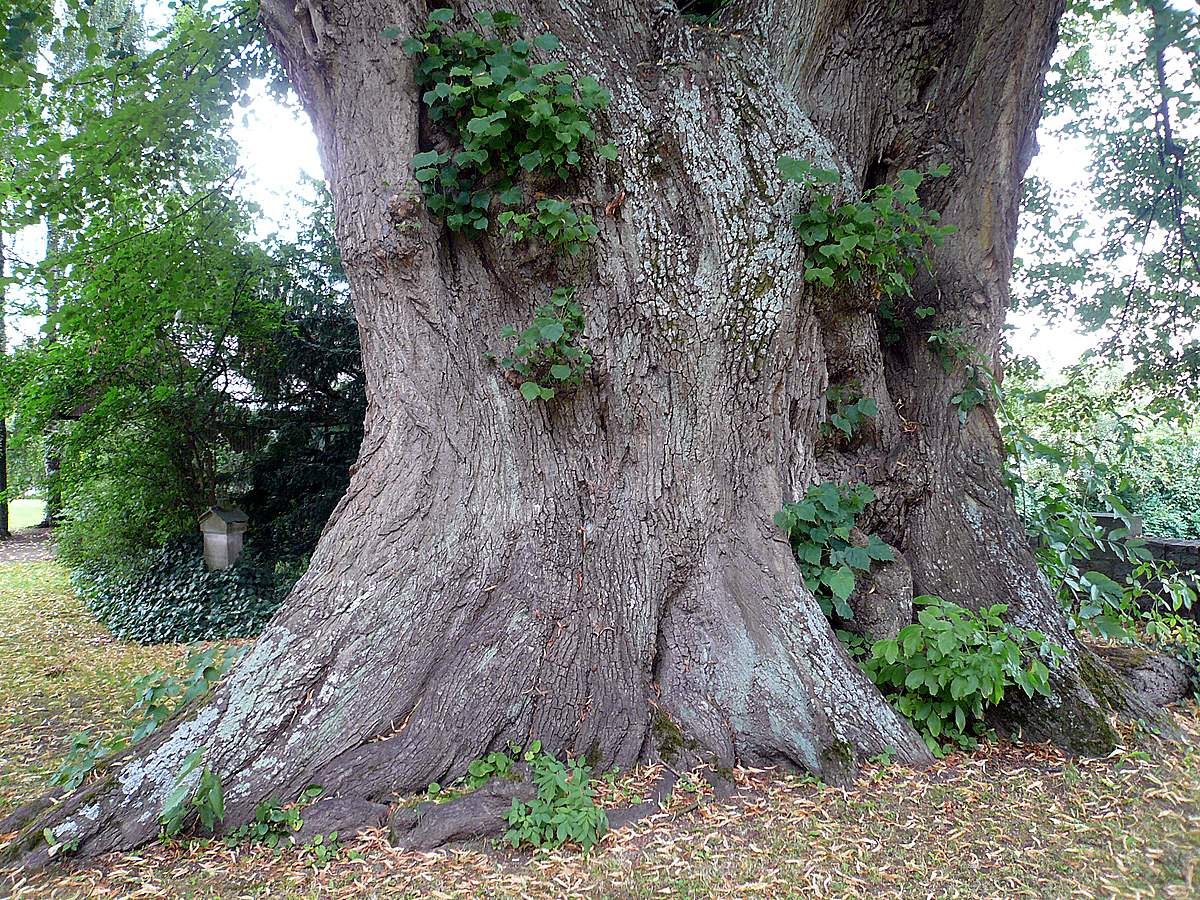
Monumentaler Stammfuß

Die Linde hat den Höhepunkt ihrer Wuchskraft erreicht. Innerhalb von zehn Jahren wuchs sie jährlich etwa um vier Zentimeter, so viel wie keine andere vergleichbare Linde in Deutschland. Im Jahre 1992 hatte der Stamm in 1,3 Meter Höhe einen Umfang von 9,3 Metern. Im Jahr 2000 betrug der Umfang des Stammes an der Stelle seines geringsten Durchmessers 9,48 Meter und in einem Meter Höhe von 10,40 Meter. Messungen im Jahre 2008 ergaben an der Stelle des geringsten Durchmessers einen Umfang von 9,66 Metern und in einem Meter Höhe von 10,70 Metern. Der Brusthöhenumfang beträgt 10,30 m (2016). Die Linde liegt mit diesen Maßen nach dem Deutschen Baumarchiv, dem der Stammumfang in einem Meter Höhe als wichtigstes Auswahlkriterium dient, über dem unteren Grenzwert, der national bedeutsamen Bäume (NBB). Das Alter der Linde wird in der Literatur mit 320 bis 500 und 800 bis 900 Jahren angegeben.